# Çorlulu Ali Paša
Çorlulu Damat Ali Paša (cca 1670 – prosinec 1711) byl osmanský velkovezír v letech 1706-1710.

## Mládí a kariéra
Jak už naznačuje jeho příjmení, Ali se narodil v Çorlu okolo roku 1670, jako syn rolníka nebo holiče. Jeho příjemný vzhled a inteligence mu dopomohli k tomu, aby si jej adoptoval člen sultánského dvora Ahmeda II. Tato událost mu otevřela cestu ke vzdělání na škole v Galatě a později tak mohl pracovat pro samotný palác. Za vlády sultána Mustafy II. rychle rostla jeho hodnost, a to až na Silahdar Aga (nositel mečů).
Jako Silahdar Aga se ve své funkci zdokonaloval a rostla jeho moc. Na této funkci poté pracoval jak s velkovezírem, tak i se samotným sultánem. Později dostal na starost i agy na nižší úrovni a stal se jejich nadřízeným. Pomáhal také při reorganizaci palácové hierarchie sloužících.
Na začátku povstání, známém jako Edirnská událost v roce 1703, odhalil intriky velkovezíra Rami Mehmeda Paši a vlivného šejk-ul-islama Haci Feyzullaha Efendiho, čímž si vysloužil post vezíra. Nicméně po svržení sultána Mustafy II. jej sultán Ahmed III. jmenoval hlavním vezírem paláce. V roce 1704 pracoval jako beylerbey v Tripoli (dnešním Libanonu), ale rychle byl povolán nazpět do Istanbulu, aby mohl vykonávat dále svou funkci v paláci.

## Velkovezírství
V květnu roku 1706 byl jmenován velkovezírem. Podle encyklopedie islámu byl prvním velkovezírem za vlády nového sultána, u nějž si vysloužil oblíbenost a v roce 1708 mu dal sultán za manželku svou neteř Emine Sultan (dceru sultána Mustafy II.). Tím získal Ali i titul damat, tedy zeť Osmanské dynastie.
Jako velkovezír Ali věnoval zvláštní pozornost zneužívání v osmanské armádě, spravování vládního rozpočtu a vylepšení námořnického sultánského arsenálu. Zároveň však byl silně proti vstupu do jakéhokoliv válečného konfliktu. Byl tak obviněn z promrhání příležitosti, které přinesla Španělská válka, která přinesla západoevropským mocnostem opětovné získání Benátské republiky a růst moci Petra Velikého během švédské invaze do Ruska za Velké severní války. Po porážce Karel XII. odmítl jednat s Alim o mírové dohodě, jelikož věřil, že získá pomoc od krymského chána, jež nakonec nepřišla.
Problémy nastaly v době, kdy Karel XII. hledal útočiště v osmanských zemích. Petr Veliký se jej rozhodl pronásledovat také do osmanských zemí, čímž Karel vyprovokoval Osmany k vyhlášení války proti Rusku. Ali Paša nebyl schopen držet se důsledné politiky a švédský velvyslanec jej obvinil z přijímání úplatků od Rusů.
Ali ztratil u sultána důvěru, v červnu roku 1710 byl zbaven funkce velkovezíra a poslán do provincie Kefe (Feodosie) na Krymu. Než se ale stihl dostat k nové funkci, sultán změnil názor a poslal Aliho do exilu na řecký ostrov Lesbos, kde byl v prosinci roku 1711 popraven.

## Stavby
Çorlulu Ali po sobě zanechal desítky budov, včetně školy a fontány v Çorlu a dvě mešity na páteční modlitbu v Istanbulu – u sídla osmanské armády a v rohu Çarşıkapi, kde je i jeho hrobka.